# Lawrence Carmichael Earle
Pour les articles homonymes, voir Earle.
Lawrence Carmichael Earle était un peintre américain né le 11 novembre 1845 à New York et mort en 1921. Il a vécu 11 ou 12 ans à Grand Rapids (Michigan), de 1856 jusqu'à environ 1868, ville qu'il a quittée pour faire des études d'art. Il est retourné à Grand Rapids en 1909, où il est resté jusqu'à sa mort.

## Le garçon peintre néerlandais
Il a peint Le garçon peintre néerlandais (Dutch Boy Painter en anglais) en 1907, utilisé comme logo pour la peinture Dutch Boy du groupe Sherwin-Williams.

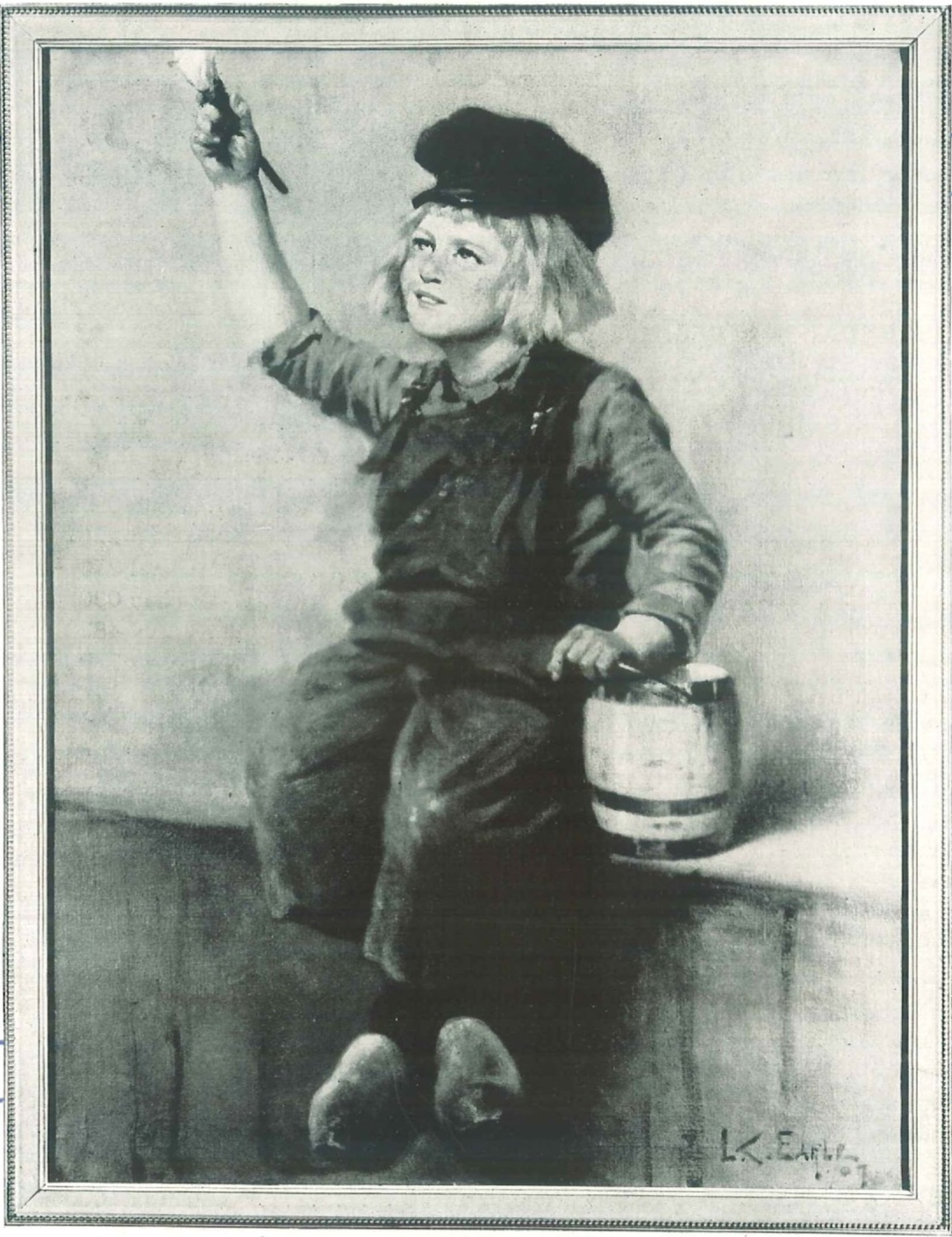
Le Dutch Boy Painter de Earle.